# Sandträsket (Överkalix socken, Norrbotten)
Sandträsket är en sjö i Överkalix kommun i Norrbotten och ingår i Töreälvens huvudavrinningsområde. Sjön har en area på 0,148 kvadratkilometer och ligger 232 meter över havet.

## Delavrinningsområde
Sandträsket ingår i det delavrinningsområde (737277-178497) som SMHI kallar för Utloppet av Talljärv. Medelhöjden är 271 meter över havet och ytan är 33,05 kvadratkilometer. Det finns inga avrinningsområden uppströms utan avrinningsområdet är högsta punkten. Avrinningsområdets utflöde Töreälven (Tallån) mynnar i havet. Avrinningsområdet består mestadels av skog (59 procent) och sankmarker (32 procent). Avrinningsområdet har 1,65 kvadratkilometer vattenytor vilket ger det en sjöprocent på 5 procent.